# Rejon Ak-Suu
Rejon Ak-Suu (kirg. Ак-Суу району; ros. Ак-Суйский район) – rejon w Kirgistanie w obwodzie issykkulskim. W 2009 roku liczył 63 686 mieszkańców (z czego 50,4% stanowili mężczyźni) i obejmował 13 456 gospodarstw domowych. Siedzibą administracyjną rejonu jest Tiepłokluczenka.